# Flensjön
Flensjön är en sjö i Katrineholms kommun i Södermanland och ingår i Nyköpingsåns huvudavrinningsområde. Sjön är 7,8 meter djup, har en yta på 0,861 kvadratkilometer och är belägen 72,4 meter över havet. Sjön avvattnas av vattendraget Hedenlundaån. Vid provfiske har bland annat abborre, braxen, gers och gädda fångats i sjön.

## Delavrinningsområde

Karta över Flensjön med omliggande gårdar från 1600-talet.

Flensjön ingår i det delavrinningsområde (656186-153566) som SMHI kallar för Utloppet av Flensjön. Medelhöjden är 84 meter över havet och ytan är 11,2 kvadratkilometer. Det finns inga avrinningsområden uppströms utan avrinningsområdet är högsta punkten. Hedenlundaån som avvattnar avrinningsområdet har biflödesordning 3, vilket innebär att vattnet flödar genom totalt 3 vattendrag innan det når havet efter 91 kilometer. Avrinningsområdet består mestadels av skog (88 procent). Avrinningsområdet har 1,1 kvadratkilometer vattenytor vilket ger det en sjöprocent på 9,8 procent.

## Fisk
Vid provfiske har följande fisk fångats i sjön:
- Abborre
- Braxen
- Gärs
- Gädda
- Löja
- Mört
- Sarv